# Hiawatha (légende)
Pour les articles homonymes, voir Hiawatha.
La légende de Hiawatha est une des plus répandues parmi les mythes des Amérindiens d'Amérique du Nord. Ce personnage est connu comme Nanabozho ou Nanabozo dans la région des Lacs et, à l'Est, comme Glooskapis.
L'origine écrite peut être retrouvée dans l'œuvre de l'ethnographe Henry Rowe Schoolcraft, Algic Researches and History, Condition and Prospects of the Indian Tribes of the United States, qui a inspiré le poème de Henry Longfellow, Le Chant de Hiawatha. Longfellow aurait pris le nom même de Hiawatha à un personnage historique iroquois.

## Le Hiawatha historique

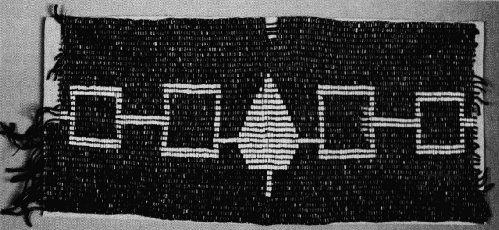
La ceinture de Hiawatha

Drapeau de la Confédération iroquoise

Hiawatha, ou Ayenwatha, ou Haiëñ'wa'tha, aurait vécu, selon les versions, entre le XIIe et le XVIe siècle et aurait été le chef des tribus Onondaga ou Mohawk. Disciple du « Deganawida (en) », un personnage quasi-légendaire considéré comme un prophète et un chef spirituel, il aurait fondé avec lui et Jigonhsasee la confédération des Iroquois et aurait alors reçu le nom de Hadenosaunee, nom par lequel les Iroquois se désignent depuis. Il aurait ainsi réuni les tribus Seneca, Cayuga, Onondaga, Oneida et Mohawk, auxquelles se joignit plus tard la tribu Tuscarora.
La ceinture de Hiawatha actuellement conservée est le symbole de la confédération iroquoise : c'est une ceinture faite de perles tissées, violettes et blanches, dont les dessins symbolisent les cinq tribus d'origine. Elle serait datée du milieu du XVIIIe siècle et serait la copie d'un exemplaire plus ancien disparu. Elle est la base du drapeau de la Confédération de Haudenosaunee.

## Le Hiawatha légendaire

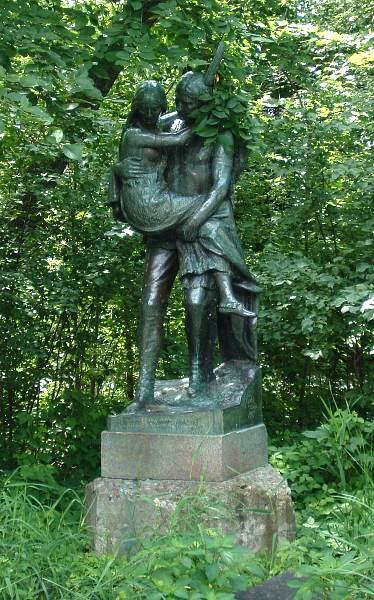
Hiawatha et Minnehaha, sculpture de Jacob Fjelde, 1911, Minnehaha Park, Minneapolis, Minnesota

Envoyé sur terre dans une mission messianique, être un exemple pour tous les hommes, renforcer leur courage et leur union, Hiawatha naît parmi les Indiens, grandit, épouse une fille dakota nommée Minnehaha (« L'eau qui rit »). Il vit en guerrier, chasse, comme les autres hommes. Mais en cas de besoin, il peut se changer en oiseau, en poisson, en toute sorte d'animal ou de plante. Il parle à ses amis avec une voix féminine et douce et à ses ennemis avec une voix de tonnerre. Géant invincible, il connaît de nombreuses aventures. Naviguant sur un lac à bord de son canoë de pierre, il est avalé par un poisson géant, lui transperce le cœur et en sort triomphant. Les caractéristiques d'animaux, comme la tache rouge sur la tête du pic-vert, seraient des marques laissées par Hiawatha. Des lieux précis sont supposés avoir été le cadre des aventures de Hiawatha. Le héros indien, à sa mort, aurait été enterré sous une montagne de trois miles de long, nommée The Sleeping Giant (« le Géant endormi »), à l'est de Thunder Bay, sur le lac Supérieur. Selon d'autres, Hiawatha ne serait pas mort, mais vivrait au sommet de la terre, dans les glaces : s'il revenait dans son pays, ses pieds embraseraient toute la terre.

## Œuvres inspirées par Hiawatha
Les légendes de Hiawatha ont inspiré de nombreuses œuvres :
- Henry Wadsworth Longfellow,  Le Chant de Hiawatha (The Song of Hiawatha), 1855
- Le compositeur Antonín Dvořák fait explicitement référence à l'histoire de Hiawatha, d'après H. Longfellow, dans sa Symphonie du Nouveau-Monde
- Le compositeur Frederick Delius a écrit un poème symphonique de jeunesse s'inspirant de la légende de Hiawatha (1888).
- Hiawatha est le héros de dessins animés : Hiawatha's Rabbit Hunt de Fritz Freleng (Bugs Bunny), des Silly Symphonies et de Hiawatha, de Walt Disney, ainsi que de bandes dessinées.
- Hiawatha's Wedding-feast, cantate de Samuel Coleridge-Taylor, compositeur anglais (1875–1912)
- Le compositeur Michael Gordon Oldfield [ aka Mike Oldfield ] a composé une œuvre musicale sur la légende de Hiawatha (adaptée pour la musique) Incantations Virgin Records, 1978 partie 2, chantée par Maddy Prior.
- Dans son diptyque enregistré en décembre 1946, The beautiful Indians, Duke Ellington brosse le portrait de Hiawatha puis de celui de Minnehaha (chantée par Kay Davis).
- Dans Civilization V, il est un dirigeant jouable, représentant la civilisation des Iroquois.